# Henry Fracker
Henry Edward Fracker (* 11. September 1907 in Kalifornien, Vereinigte Staaten; † 9. September 1977 in Los Angeles) war ein US-amerikanischer Erfinder und Oscar-Preisträger.

## Leben
Henry E. Fracker wuchs in San Diego auf und zeigte sich frühzeitig an technischen Entwicklungen interessiert. Bereits in jungen Jahren meldete er mehrere seiner Erfindungen zum Patent an, darunter auch ein empfindliches Spannungsmessgerät (Apparatus for Testing Acidity), das er 1934 mit Arnold Orville Beckman patentieren ließ. 1956 erhielt Fracker für seine Leistungen während der Oscar-Verleihung den Scientific or Technical Award Class III.